# Beacon (New York)
Beacon je grad u američkoj saveznoj državi New York. Prema popisu stanovništva iz 2010. u njemu je živjelo 15.541 stanovnika.